# Dasychira albilinea
Dasychira albilinea är en fjärilsart som beskrevs av Holland 1893. Dasychira albilinea ingår i släktet Dasychira och familjen tofsspinnare. Inga underarter finns listade i Catalogue of Life.